# The Coup
I The Coup sono un gruppo musicale political hip hop statunitense di Oakland fondato nel 1991 dai rapper Raymond "Boots" Riley e Eric "E-Roc" Davis. L'anno seguente la DJ Pam the Funkstress si unì al gruppo. E-Roc lo lasciò, d'accordo con gli altri componenti, dopo il secondo album, apparendo comunque nella traccia Breathing Apparatus del loro terzo album, Steal This Album.

## Storia
La band, che si ispira a Karl Marx e Mao Tse-Tung, abbina suoni elettronici a testi ironici, sarcastici e talvolta violenti contro il capitalismo, la politica statunitense, la violenza della polizia ed altro.
L'album di debutto della band fu Kill My Landlord nel 1993. Nel 1994 pubblicarono un altro album, Genocide & Juice. Dopo un'assenza di quattro anni dallo studio di registrazione, il gruppo pubblicò nel 1998 Steal This Album, che fu ben accolto dalla critica. Il titolo dell'album si riferiva a Ruba questo libro (Steal this Book), libro della hippie Abbie Hoffman. Il magazine online Dusted definì Steal This Album il miglior album hip-hop degli anni novanta.
Nel 2001, i The Coup pubblicarono Party Music per ottenere nuovi consensi. Tuttavia l'album vendette poco, in parte a causa di problemi di distribuzione. La prima copertina dell'album mostrava Pam the Funkstress e Riley di fronte al World Trade Center distrutto. La copertina fu terminata nel giugno 2001, e l'uscita della'album fu preparata per metà settembre. A causa dell'inquietante somiglianza della copertina con gli attacchi dell'11 settembre 2001, la pubblicazione dell'album fu rimandata fino a quando non fu trovata un'altra copertina.
L'attenzione causata dalla copertina dell'album portò alcune critiche alla band, in particolare alla traccia 5 Million Ways to Kill a CEO. L'opinionista conservatrice Michelle Malkin citò la canzone e definì l'album della band un vomitevole esempio di anti-americanismo spacciato per espressione intellettuale
Il 15 novembre 2005, Tarus Jackson (AKA Terrance), che si era unito alla band come promoter, fu colpito a morte durante una rapina nella sua casa ad Oakland.
Le canzoni della band My Favorite Mutiny e Pork & Beef sono state incluse nel film Superbad, mentre Ridin' The Fence è stata inclusa nel video game Skate.
Il 22 dicembre 2017, Pam the Funkstress è morta a seguito delle complicazioni di un trapianto d'organi.

## Discografia

### Album in studio
- 1993 – Kill My Landlord
- 1994 – Genocide & Juice
- 1998 – Steal This Album
- 2001 – Party Music
- 2006 – Pick a Bigger Weapon
- 2012 – Sorry to Bother You